# Pförtnerloge

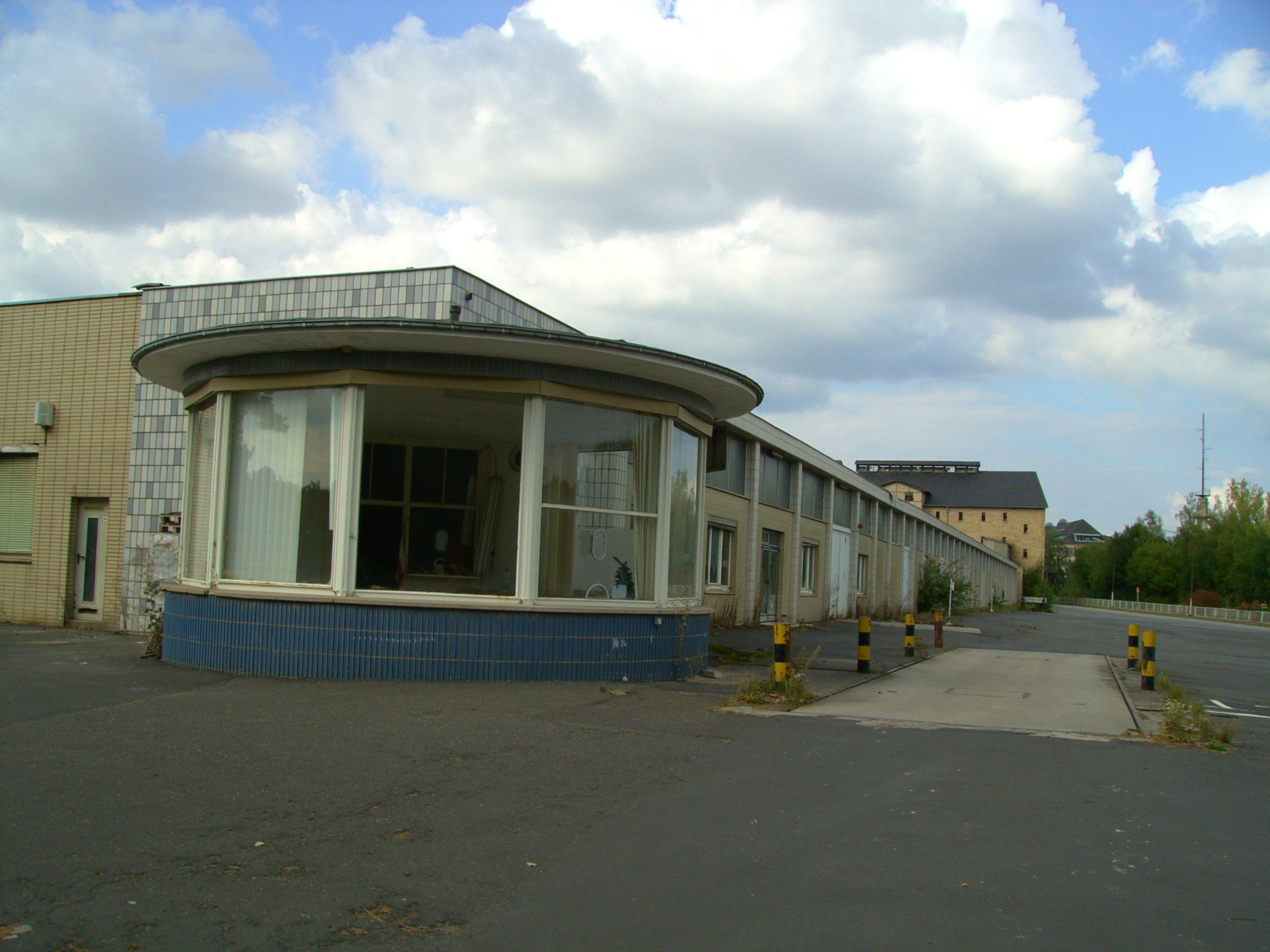
Pförtnerloge an einem Industriegebäude in Gießen

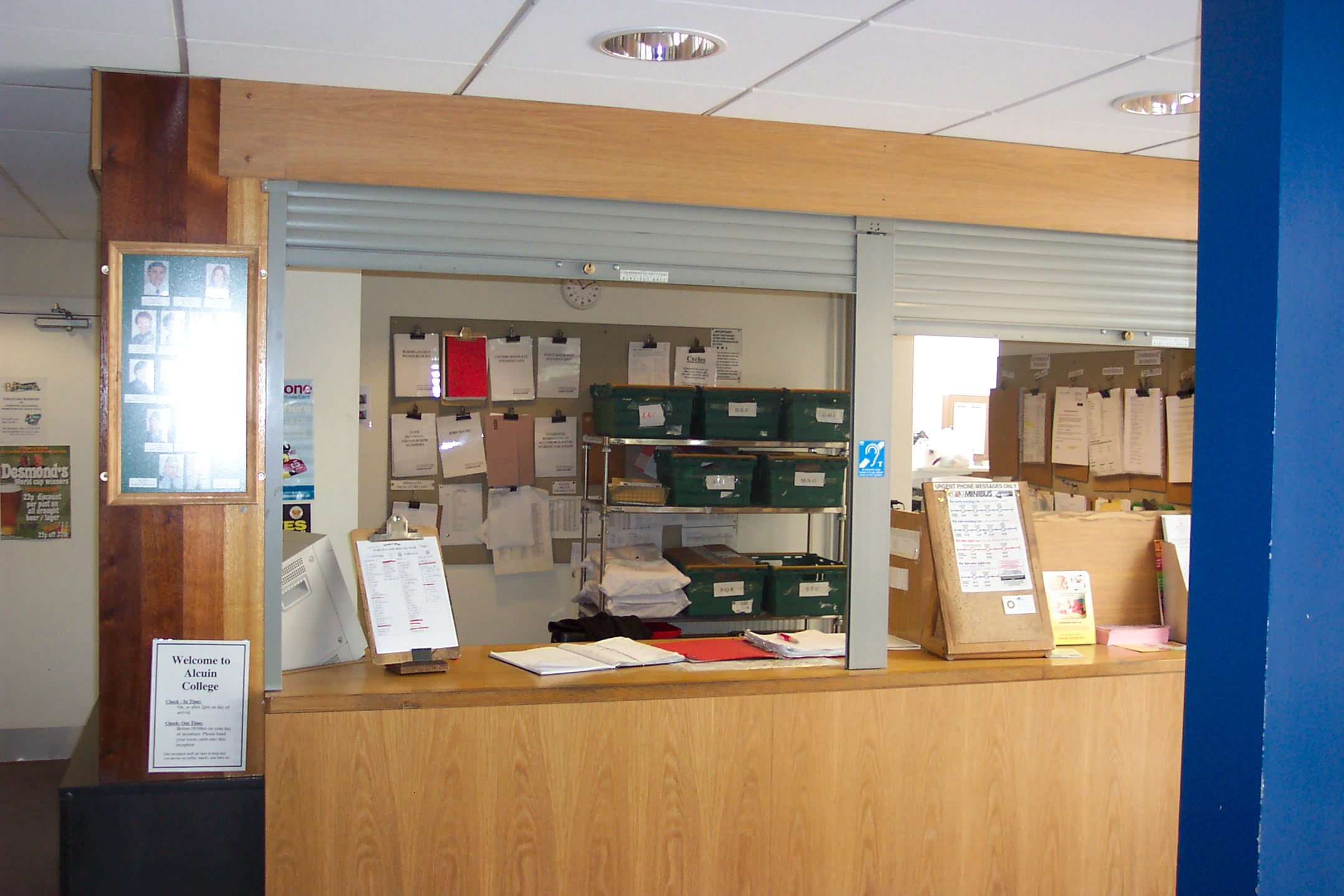
Die Alcuin College porters’ lodge bei der University of York.

Eine Pförtnerloge ist ein Ort im Eingangsbereich eines Gebäudes, wo Pförtner ihren Dienst tun. Sie empfangen Besucher, Bewohner und Mitarbeiter des Gebäudes, geben Auskunft und helfen bei Anfragen. Klassischerweise handelt es sich um einen kleinen Raum, der mit dem Eingangsbereich des Gebäudes durch eine Art Fenster, oft mit einer kleinen Sprechöffnung in der Scheibe, verbunden ist. Häufig mündet diese Öffnung in einen Vorraum oder Windfang, der durch Türen mit dem eigentlichen Gebäude verbunden ist. Diese können nur vom Pförtner geöffnet werden, so dass dieser die Kontrolle über den Zugang behält. In moderneren Gebäuden finden sich mitunter auch ganz offene Pförtnerlogen oder ein frei im Raum stehender Tresen. 
Insbesondere Universitätsunterkünfte im Vereinigten Königreich, den Vereinigten Staaten und Kanada verfügen über Pförtnerlogen (engl. porters’ lodge). Beispiele sind die Colleges der Universitäten Cambridge, Oxford, Durham und Toronto. Die Pförtner der Wohnhäusern empfangen gewöhnlich die Post der Angehörigen des College und sind der Knotenpunkt für Videoüberwachungsanlagen (engl. Closed-Circuit television) sowie Alarmsysteme.
In Deutschland sind Pförtnerlogen vor allem in öffentlichen Gebäuden wie Ämtern, Gerichten oder Polizeipräsidien anzutreffen, bei denen der Zugang durch den Pförtner kontrolliert wird. Dieser öffnet die Eingangstüren nur nach Kontrolle des Besuchers und ggf. telefonischer Anmeldung bei demjenigen, den der Besucher treffen möchte. So wird verhindert, dass sich Personen unkontrolliert im Gebäude bewegen.